# Stuyvesant Town

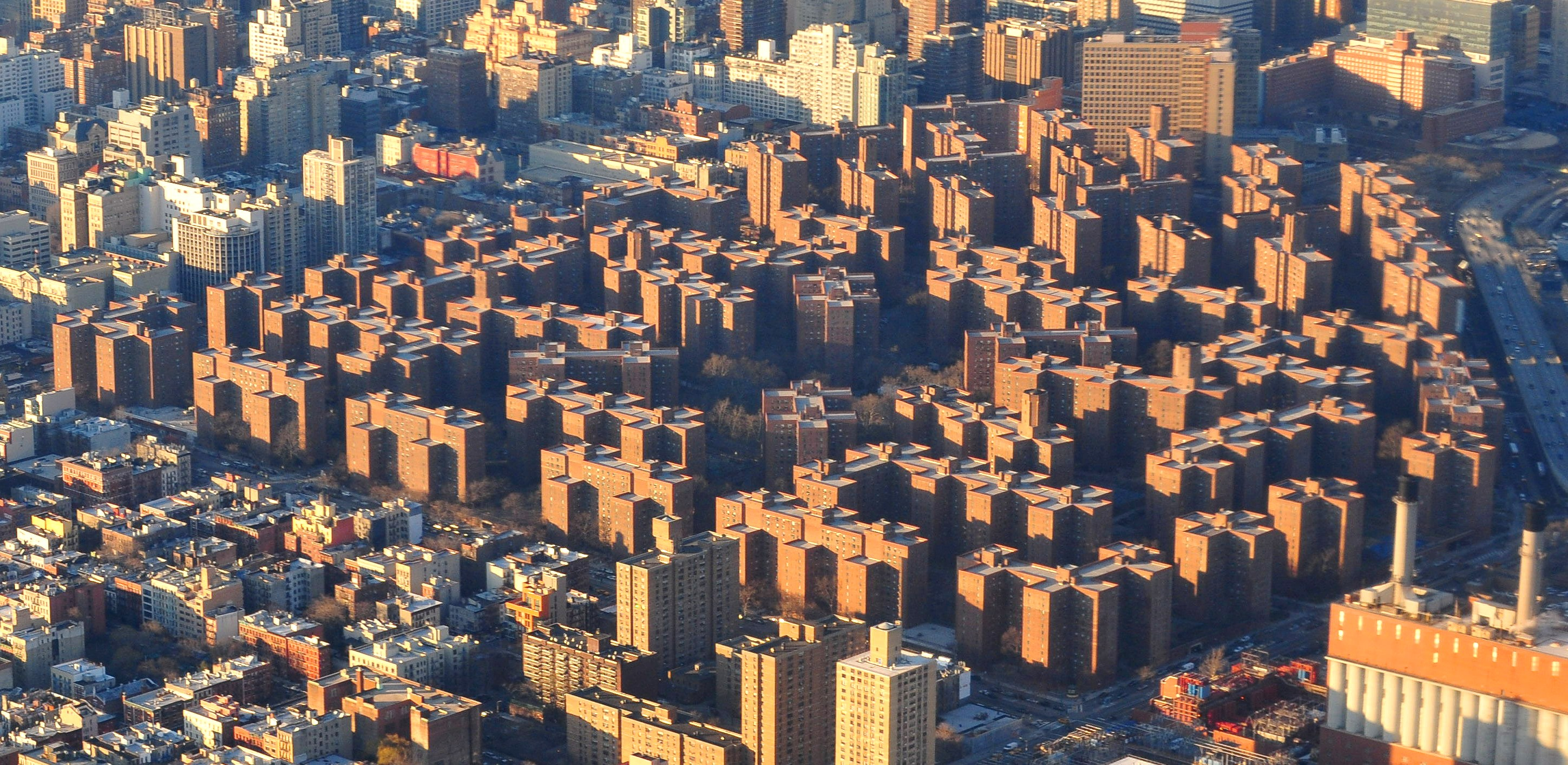
Stuyvesant Town (abaixo e à esquerda) e a Peter Cooper Village (acima e à direita) de vista aérea. (2012)

Stuyvesant Town—Peter Cooper Village é um grande empreendimento residencial privado no East Side do bairro novaiorquino de Manhattan, e uma das mais icônicas e bem-sucedidas comunidades de habitação privada do pós-Segunda Guerra Mundial. Stuyvesant Town, conhecida pelos seus moradores como "Stuy Town", foi assim designada após Peter Stuyvesant, o último Diretor General  da Colônia holandesa de Nova Amsterdã, ocupou a área com sua fazenda no século XVII. Foi nomeada como Peter Cooper Village como homenagem ao industrial, inventor e filantropo do século XIX Peter Cooper, que fundou a Cooper Union. O complexo, que foi planejado no início de 1942 e inaugurou seu primeiro prédio em 1947, substituiu o Gas House district.
O complexo é um enorme conjunto de edifícios de tijolo vermelho que se estende a partir da  First Avenue e vai até a  Avenue C, entre a  14th Street e a  23th Street Abrange cerca de Predefinição:Convert/acres de terra, sendo uma parte utilizada para playgrounds e parques. O complexo dispõe de 56 edifícios residenciais.
O empreendimento tem como limites o East Rivere a Avenida C a leste, o bairro Gramercy Park a oeste, a East Village e a Alphabet City ao sul, e Kips Bay ao norte. A vizinhança é notável a oeste pela histórica Stuyvesant Square, um parque rodeado pela antiga Stuyvesant High School,  pela Igreja de São Jorge (Saint George's Church), e o Beth Israel Medical Center.